# Іст-Патні (станція метро)
51°27′31″ пн. ш. 0°12′41″ зх. д. / 51.4587° пн. ш. 0.2113° зх. д.
Іст-Патні (англ. East Putney) — станція лінії Дистрикт Лондонського метро. Розташована на межі 2-ї та 3-ї тарифних зон, у Путні, боро Вандзверт, західний Лондон, між станціями Путні-брідж та Саутфілдс. Пасажирообіг на 2017 — 6.18 млн осіб

## Історія
- 1. березня 1880 — відкриття станції у складі Metropolitan District Railway (сьогоденна лінія Дистрикт).
- 1. липня 1889 — відкриття трафіку London and South Western Railway (L&SWR).
- 4. травня 1941 — припинення трафіку Southern Railway (колишня L&SWR).

## Пересадки
- на автобуси London Buses маршрутів 37, 337
- на залізничну станцію Патні

## Послуги
| Попередня станція | Лінія | Лінія                           | Лінія | Наступна станція |
| ----------------- | ----- | ------------------------------- | ----- | ---------------- |
| Саутфілдс         |       | Лондонське метро Лінія Дистрикт |       | Патні-брідж      |